# Иванович, Неманья
Неманья Иванович (серб. Nemanja Ivanović; род. 14 мая 1997, Белград) — сербский футболист, нападающий.

## Биография
Родился в Белграде, воспитанник столичной «Црвены звезды». В 2015 году подписал контракт с «Ягодиной», но не сыграл в составе клуба ни одного официального матча. В начале 2016 года перешел в «Синджелич». Дебютировал в футболке белградского клуба 5 марта 2016 года в победном (1:0) домашнем поединке 16-в тура Первой лиги против «Доньи Срем». Неманья вышел на поле в стартовом составе, на 16-й минуте отличился единственным голом в поединке, а на 50-й минуте его заменил Павле Радунович. В составе «Синджелича» сыграл 87 матчей и забил 22 гола.
15 января 2019 года подписал 2-летний контракт с луганской «Зарей». В новой команде выбрал себе 8-й игровой номер. В весенней части сезона 2018/19 сыграл лишь 6 неполных матчей, после чего покинул клуб. Летом 2020 года перешёл в состав дебютанта высшего дивизиона Сербии «Златибор Чаетина».

## Карьера в сборной
Вызывался в юношескую сборную Сербии до 17 лет, за которую сыграл 3 матча.